# Strada M4 (Russia)
La strada M4 «Don» è una strada federale della Russia, che collega Mosca con Novorossijsk. È parte degli itinerari europei E50, E97, E115 ed E592.